# 루웬조리다이커
루웬조리다이커 (Cephalophus rubidis)는 우간다와 콩고민주공화국 사이의 루웬조리 산맥에서만 발견되는 작지만 통통한 영양의 일종으로 우제목/경우제목 소과에 속한다. 검은이마다이커 또는 붉은겨드랑이다이커의 아종일 가능성도 있다.
루웬조리다이커의 몸무게는 약 15kg 정도이고, 어깨 높이는 약 45cm 정도이다. 적갈색 털을 갖고 있으며, 배쪽은 연하고 등쪽은 짙은 색을 띤다. 짧은 가지같은 굽은 뿔이 8cm 정도 자란다. 고도 3,000m 이상의 아(亞)고산 지대에서 발견되며, 먹이는 초본 식물이다. 주행성 동물이다.